# Chūō
Chūō (中央市, Chūō-shi?) è una città giapponese della prefettura di Yamanashi.